# Le Gault-Soigny
Le Gault-Soigny je francouzská obec v departementu Marne v regionu Grand Est. Žije zde 503 obyvatel.

## Geografie

### Sousední obce
| Růžice kompasu | Montmirail | Bergères-sous-Montmirail | Boissy-le-Repos | Růžice kompasu |
| Růžice kompasu | Mécringes  | Sever                    | Charleville     | Růžice kompasu |
| Růžice kompasu | Mécringes  | Le Gault-Soigny          | Charleville     | Růžice kompasu |
| Růžice kompasu | Mécringes  | Jih                      | Charleville     | Růžice kompasu |
| Růžice kompasu | Morsains   | Les Essarts-lès-Sézanne  |                 | Růžice kompasu |